# Bouvignies
Bouvignies település Franciaországban, Nord megyében. Lakosainak száma 1564 fő (2022. január 1.). Bouvignies Orchies, Beuvry-la-Forêt, Coutiches, Flines-lez-Raches és Marchiennes községekkel határos.

## Népesség
A település népességének változása:
| Lakosok száma | 1543 | 1546 | 1565 | 1535 | 1537 | 1532 | 1532 | 1548 | 1564 |
|               | 2013 | 2015 | 2016 | 2017 | 2018 | 2019 | 2020 | 2021 | 2022 |